# Semitaspongia
Semitaspongia is een geslacht van sponsdieren uit de klasse van de Demospongiae (gewone sponzen).

## Soorten
- Semitaspongia bactriana Cook & Bergquist, 2000
- Semitaspongia glebosa Cook & Bergquist, 2000
- Semitaspongia incompta Cook & Bergquist, 2000
- Semitaspongia nigrachorda Cook & Bergquist, 2000
- Semitaspongia pulvinata Cook & Bergquist, 2000